# Calamagrostis nardifolia
Calamagrostis nardifolia är en gräsart som först beskrevs av August Heinrich Rudolf Grisebach, och fick sitt nu gällande namn av Eduard Hackel och Teodoro Theodor Juan Vicente Stuckert. Calamagrostis nardifolia ingår i släktet rör, och familjen gräs. Inga underarter finns listade i Catalogue of Life.